# McLaren 720S
McLaren 720S är en sportbil som den brittiska biltillverkaren McLaren Automotive presenterade på Internationella bilsalongen i Genève i mars 2017.
McLaren 720S är en vidareutveckling av företrädaren 650S, med större motor, bättre aerodynamik och mer vridstyvt chassi.

## Tekniska data
|                             | McLaren 720S                                                          |
| --------------------------- | --------------------------------------------------------------------- |
| Motor:                      | 8-cylindrig 90° V-motor med biturbo                                   |
| Cylindervolym:              | 3994 cm³                                                              |
| Max effekt vid varvtal:     | 720 hk vid 7 250 v/min                                                |
| Max vridmoment vid varvtal: | 770 Nm vid 5 500 v/min                                                |
| Ventilstyrning:             | Dubbla överliggande kamaxlar per cylinderrad, 4 ventiler per cylinder |
| Bränslesystem:              | Direktinsprutning                                                     |
| Växellåda:                  | 7-växlad växellåda med dubbelkoppling                                 |
| Bromsar:                    | Keramiska skivbromsar                                                 |
| Hjulupphängning:            | Dubbla tvärlänkar, skruvfjädrar                                       |
| Chassi & kaross:            | Kolfiberchassi med kompositkaross                                     |
| Hjulbas:                    | 2670 mm                                                               |
| Längd x bredd x höjd:       | 4540 x 2160 x 1196 mm                                                 |
| Torrvikt:                   | 1283 kg                                                               |
| Acceleration 0 – 100 km/h:  | 2,9 s                                                                 |
| Toppfart:                   | 341 km/h                                                              |

## Versioner

### McLaren GT
McLaren GT är en komfortabel långfärdsvagn med bland annat bättre bagageutrymme.

### McLaren 765LT
I mars 2020 introducerades longtail-versionen McLaren 765LT. Motorn har trimmats till 765 hk, den längre karossen ger högre marktryck och vikten har reducerats.

### McLaren 750S
I april 2023 ersattes 720S av den avsiktslyfta McLaren 750S med bland annat högre motoreffekt på 750 hk och lägre tjänstevikt.

### McLaren GTS
I december 2023 ersattes GT-versionen av McLaren GTS som även den trimmats, nu med 635 hk och nedbantad vikt.

## Bilder

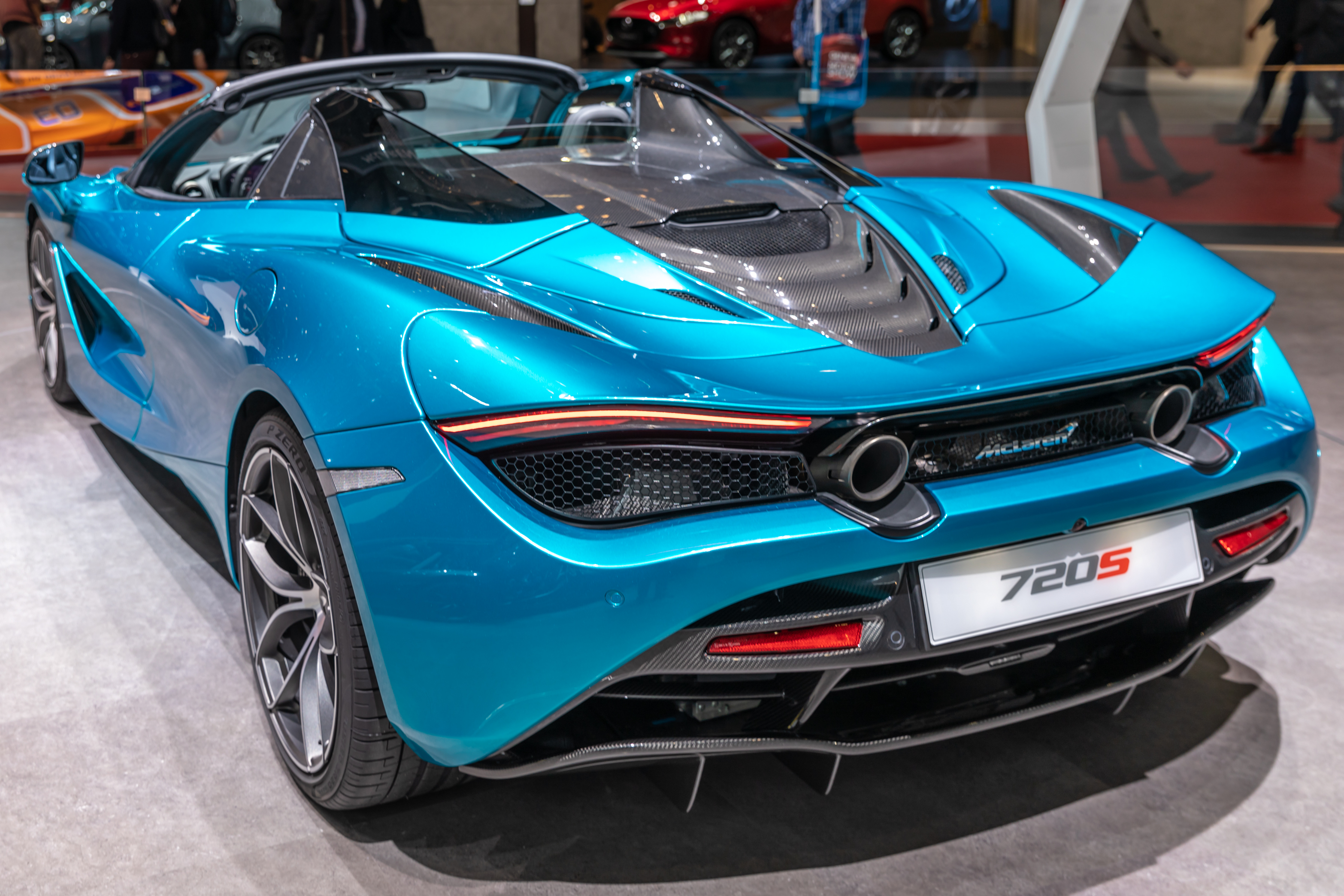
McLaren 720S Spider
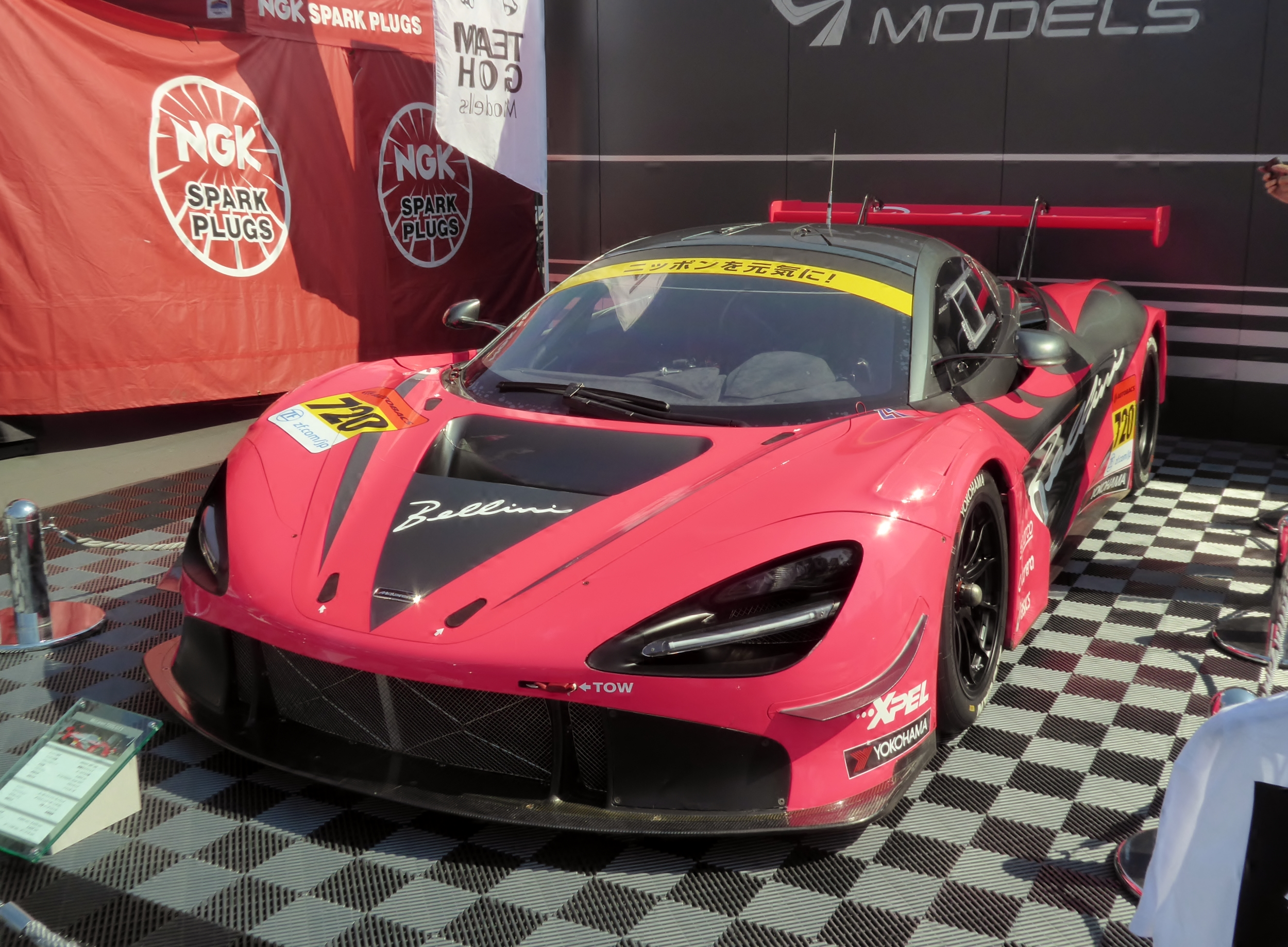
McLaren 720S GT3
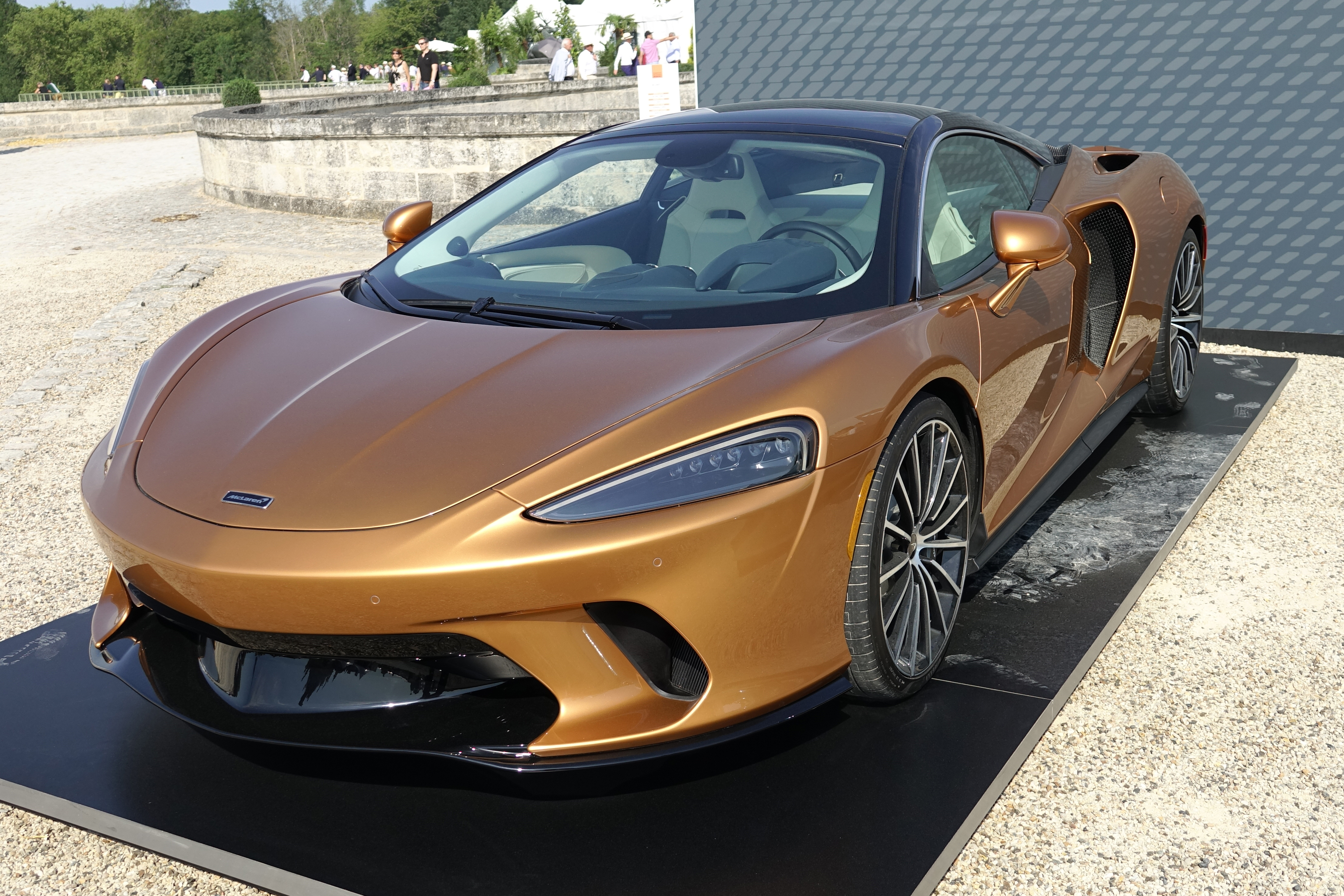
McLaren GT
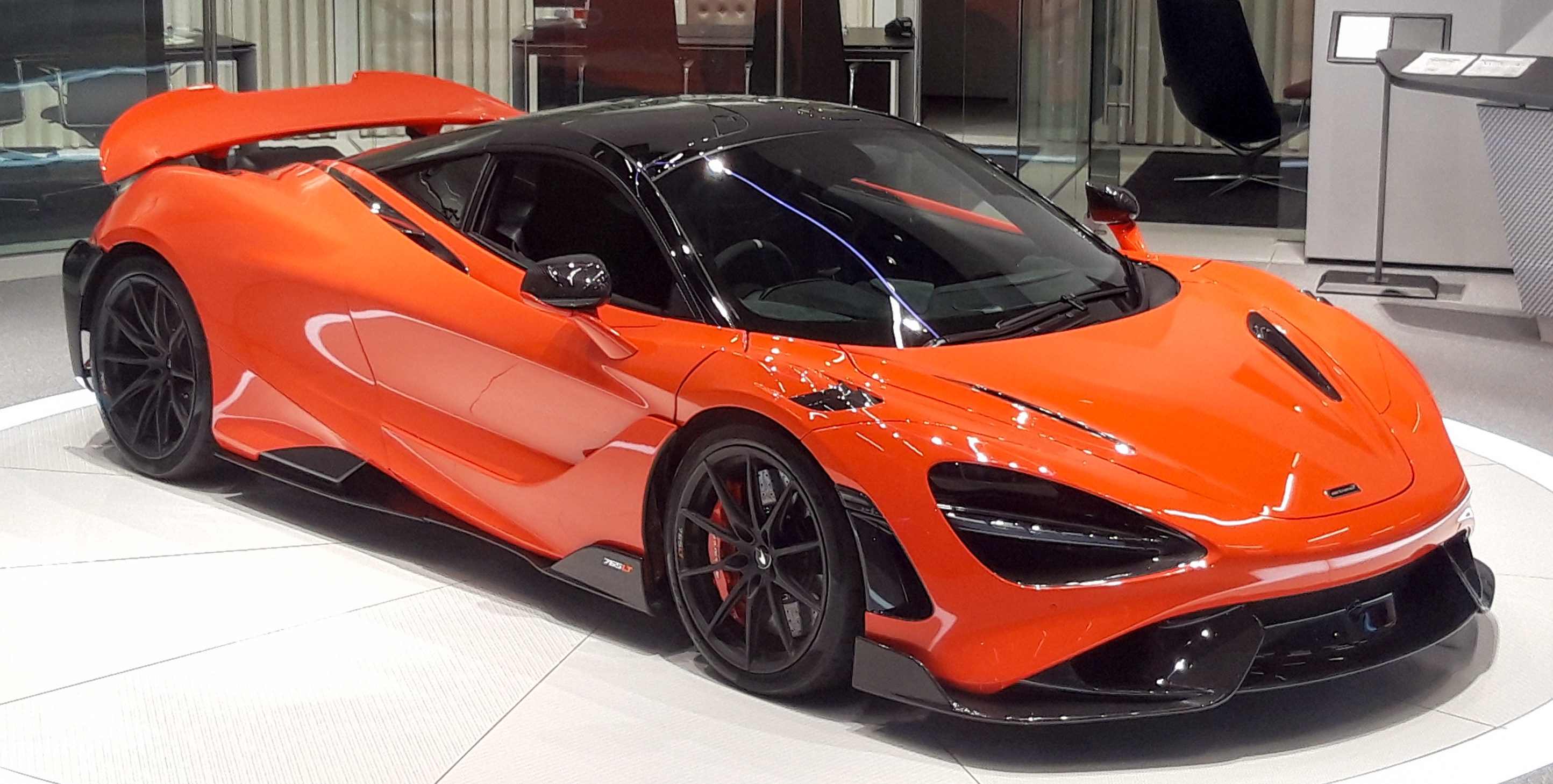
McLaren 765LT